# Kathryn Erbe

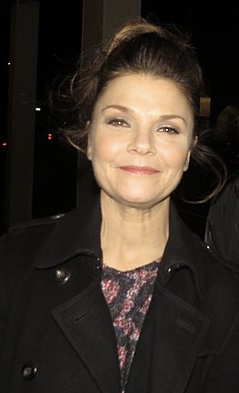
Kathryn Erbe (2016)

Kathryn Elsbeth Erbe (* 2. Juli 1966 in Newton, Massachusetts) ist eine US-amerikanische Schauspielerin. In Vor- und Abspännen wird sie manchmal auch Katie Erbe, Katy Erbe oder Katheryn Herbe genannt.

## Leben
Erbe arbeitet als Schauspielerin, seit sie 1990 ihren Abschluss an der New York University gemacht hat.
Sie wurde als Tochter von Lynn Redgrave in der Sitcom Chicken Soup engagiert, als sie noch Studentin war. Nach der Serie wurde sie Mitglied bei der Steppenwolf Theatre Company und hat in vielen Produktionen der Firma mitgewirkt. Darunter befanden sich A Streetcar Named Desire, Curse of the Starving Class, My Thing of Love und Die Früchte des Zorns. Letzteres lief über sechs Monate und gewann den Tony Award für das beste Theaterstück. Erbe wurde 1991 für ihre Darstellung der Mary in Speed of Darkness von Steve Tesich mit einer Nominierung für den Tony Award belohnt.
Auf der Leinwand wurde sie unter anderem durch Filme wie Was ist mit Bob? und Echoes – Stimmen aus der Zwischenwelt bekannt. In der Fernsehserie Oz – Hölle hinter Gittern verkörperte sie die unbeliebte Figur der Shirley Bellinger.
Kathryn Erbe war mit dem amerikanischen Schauspieler Terry Kinney bis 2006 verheiratet. Sie lernte ihn 1993 kennen, als sie in Chicago ein Mitglied der Steppenwolf Theater Company wurde, die von Terry Kinney mitgegründet wurde. Sie haben zusammen eine Tochter und einen Sohn.
Dem deutschen Publikum ist sie vor allem durch ihre Darstellung als Detective Alexandra Eames in der US-Krimiserie Criminal Intent – Verbrechen im Visier bekannt, in der sie von 2001 bis 2011 in 144 Episoden zu sehen war.

## Filmografie

### Filme
- 1989: Runaway Dreams
- 1991: Was ist mit Bob? (What About Bob?)
- 1992: Auf der Suche nach dem Glück (Rich in Love)
- 1994: Maggie, Maggie!
- 1994: Mighty Ducks II – Das Superteam kehrt zurück (D2: The Mighty Ducks)
- 1995: The Addiction
- 1995: Kiss of Death
- 1997: Dream With the Fishes
- 1997: Wallace (Fernsehfilm)
- 1998: Love from Ground Zero
- 1998: Naked City – Justice with a Bullet
- 1999: Entropy
- 1999: Echoes – Stimmen aus der Zwischenwelt (Stir of Echoes)
- 2000: The Runaway (Fernsehfilm)
- 2001: Speaking of Sex
- 2010: 3 Backyards
- 2011: Mother’s House (Kurzfilm)
- 2011: Sunny Side Up
- 2015: Mistress America
- 2018: Alex Strangelove
- 2018: Assassination Nation
- 2021: The Good House

### Fernsehserien
- 1989: Chicken Soup (12 Folgen)
- 1997: Homicide (Folge 6x08)
- 1998–2003: Oz – Hölle hinter Gittern (Oz, 17 Folgen)
- 2001–2011: Criminal Intent – Verbrechen im Visier (Law & Order: Criminal Intent, 144 Folgen)
- 2012, 2013: Law & Order: Special Victims Unit (2 Folgen)
- 2016: Elementary (Folge 4x07)
- 2017: The Sinner (7 Folgen)
- 2017–2018: How to Get Away with Murder (4 Folgen)
- 2018: Pose (2 Folgen)
- 2019: Instinct (Folge 2x04)
- 2019–2022: City on a Hill (7 Folgen)
- 2020: The Good Fight (Folge 4x01)
- 2021: The Blacklist (2 Folgen)